# Kroksjön (Åsele socken, Lappland, 710344-158869)
Kroksjön är en sjö i Åsele kommun i Lappland och ingår i Ångermanälvens huvudavrinningsområde. Sjön har en area på 0,18 kvadratkilometer och ligger 337,3 meter över havet.

## Delavrinningsområde
Kroksjön ingår i det delavrinningsområde (710257-158821) som SMHI kallar för Mynnar i Olovssjön. Medelhöjden är 347 meter över havet och ytan är 7,2 kvadratkilometer. Det finns ett avrinningsområde uppströms, och räknas det in blir den ackumulerade arean 8,39 kvadratkilometer. Vattendraget som avvattnar avrinningsområdet har biflödesordning 3, vilket innebär att vattnet flödar genom totalt 3 vattendrag innan det når havet efter 220 kilometer. Avrinningsområdet består mestadels av skog (49 procent) och sankmarker (44 procent). Avrinningsområdet har 0,25 kvadratkilometer vattenytor vilket ger det en sjöprocent på 3,5 procent.